# زیاد (ترانه)
«زیاد» یا «خیلی» (به انگلیسی: A Lot) ترانه ای از رپر آمریکایی ۲۱ سویج است. صوت این ترانه در ۲۰ دسامبر ۲۰۱۸ از طریق اکانت یوتیوب ۲۱ سویج منتشر شد و در ۸ ژانویه ۲۰۱۹ به عنوان تک آهنگ اصلی از دومین آلبوم استودیویی I Am > I Was قرار گرفت.
«زیاد» به همراه جی. کول فقط در نسخه‌های استریم و دیجیتال و سی دی‌ها ضبط و منتشر شد. این ترانه مورد تحسین منتقدان قرار گرفت و مجله بیلبورد آن را به عنوان ششمین آهنگ برتر سال ۲۰۱۹ رتبه‌بندی کرد. «زیاد» برنده شصت و دومین جایزه گرمی برای بهترین آهنگ رپ در سال ۲۰۲۰ شد که اولین جایزه گرمی ۲۱ سویج و جی. کول گرمی محسوب می‌شود.